# Erwin Hahn
Erwin L. Hahn (9. června 1921 – 20. září 2016) byl americký fyzik, nejvíce proslulý svou prací v oblasti jaderné magnetické rezonance.  V roce 1950 objevil spinové echo.
Získal bakalářský titul z fyziky na Juanita College v Pensylvánii, magisterský a doktorský titul potom na Univerzitě Illinois v Urbana Champaign. V letech 1955-1991 působil jako profesor fyziky na Stanfordově univerzitě a Kalifornské univerzitě v Berkeley. Od roku 1991 je čestným profesorem v Berkeley.
Získal Wolfovu cenu za fyziku pro rok 1983/1984. Roku 1999 potom získal Comstockovu cenu za fyziku od Národní akademie věd Spojených států amerických.